# Gérard Grunberg
Pour les articles homonymes, voir Grunberg.
Gérard Grunberg, né le 23 janvier 1943 à Agadir (Maroc), est un politologue français.

## Biographie

### Jeunesse et études
Gérard Grunberg suit des études de sciences économiques et de droit, et obtient une licence d'économie ainsi qu'une licence de droit. Il est diplômé de l'Institut d'études politiques de Paris (promotion 1965), où il obtient ensuite un DEA en science politique.
Marié à une orthophoniste, il a deux fils.

### Parcours professionnel
Gérard Grunberg enseigne à l'Institut d'études politiques de Paris. Dans les années 1980, il donne un enseignement sur le socialisme et le communisme. Actif au sein de l'école, il préside à partir de 2004 le comité des acquisitions de la bibliothèque de Sciences Po. En 1985, il devient directeur de recherche au CNRS.
Il est directeur de recherche émérite au Centre national de la recherche scientifique (CNRS) au Centre d'études européennes de Sciences Po.
En 2000, il est président de la section 40 du CNRS et membre du conseil « Département Sciences de l'homme et de la société »
En 2001, il est nommé au conseil scientifique du comité de concertation pour les données en sciences humaines et sociales, et y est renouvelé en 2006. Il quitte cette fonction en 2007, date à laquelle Bruno Latour lui succède.
En 2013, il est élevé au grade de chevalier de l'ordre national de la Légion d'honneur au titre du ministère de l'Enseignement supérieur et de la Recherche.
Il intervient régulièrement dans l'émission C dans l'air. Il anime depuis 2015 le site telos-eu.com.

### Parcours politique
Il est membre du cabinet de Michel Rocard lorsque celui-ci est Premier ministre, comme chargé de mission puis comme conseiller technique.
Il est adhérent du Parti socialiste jusqu'en 1995.

## Apports
Son premier livre, France de gauche, vote à droite, paraît en 1981. L'auteur forge, avec Étienne Schweisguth, le terme de « libéralisme culturel ». 

## Publications
- France de gauche. Vote à droite ? (dir., avec Jacques Capdevielle, Élisabeth Dupoirier, Étienne Schweisguth et Colette Ysmal), Paris, Presses de la Fondation nationale des Sciences politiques, 1981. (Republié en 1998 avec une nouvelle préface par les Presses de Sciences Po)
- Le Long Remords du pouvoir. Le Parti socialiste français, 1905-1992, avec Alain Bergounioux, Paris, Fayard, coll. « L'Espace du politique », 1992.
- L'Utopie à l'épreuve. Le socialisme européen au XXe siècle, Paris, Éditions de Fallois, 1996.
- La Démocratie à l'épreuve. Une nouvelle approche de l'opinion des Français, avec Nonna Mayer, Presses de Sciences Po, 2002.
- L'Ambition et le remords. Les socialistes français et le pouvoir, avec Alain Bergounioux, Paris, Fayard, 2005. (Édition poche : Pluriel, 2007)
- Sortir du pessimisme social. Essai sur l'identité de la gauche, avec Zaki Laïdi, Paris, Hachette Littérature, 2007.
- La France vers le bipartisme ? La présidentialisation du PS et de l'UMP, avec Florence Haegel, Paris, Presses de Sciences Po, 2007.
- La Loi et les prophètes. Les socialistes français et les institutions politiques (1789-2013), Paris, CNRS Éditions, 2013, 361 p.
- Napoléon Bonaparte, le noir génie, Paris, CNRS Éditions, 2015, 226 p.
- La République et les sauveurs, Paris, Calmann-Levy, 2022, 544 p.

## Décoration
- Chevalier de la Légion d'honneur